# 自立援助ホーム
自立援助ホーム（じりつえんじょホーム）とは、義務教育終了後15歳から20歳未満（特別な理由がある場合は22歳未満）の家庭がない少年・少女や、家庭にいることができない少年・少女が入所して、自立を目指す住居である。児童自立生活援助事業として児童福祉法第6条の3第1項および33条の6に位置づけられている。2024年10月現在、全国で369か所が設置され1,465人が入居している。

## 沿革
昭和30年代、戦災孤児の中学卒業後の自立支援対策として神奈川県が「霞台青年寮」を設立。
1958年には、青少年福祉センターの創立者であった長谷場夏雄が、中学卒業後行き場の無い子供たちのために東京都豊島区に共同生活の場を設けた。なお、2025年5月現在、同法人は東京都内で3か所の自立援助ホームを運営している。
1974年に東京都が養護施設等の退所者支援としてアフターケア事業と認め、1984年には都の自立援助ホーム制度実施要綱の中に「自立援助ホーム」と命名された。
1998年に児童福祉法第二種社会福祉事業として法的に位置づけられた。
2009年には、対象年齢が20歳まで引き上げられるとともに、児童保護措置費制度に組み込まれた。

## 入所少年・少女の特徴
2023年2月現在では、実の両親がいないもしくは所在不明である少年・少女の入所は1割程度で、ネグレクトを含む虐待を受けていた少年・少女が約8割となっている。
全日制や定時制高校に通っていない少年・少女が主に入所する。
- 軽度知的障害者も2～3割程度入所しており、その割合は増えている。
- ほとんどの少年・少女が児童相談所を経由して入所する。
- 家庭裁判所からも補導委託で試験観察少年・少女が入所する。
- 児童養護施設や母子生活支援施設で暴力行為や迷惑行為を起こし強制退所させられ入所となる少年・少女もいる。
- 福祉事務所からも入所する。
- 少年院から退院または仮退院した少年・少女、家庭裁判所の少年審判で保護観察処分となり、親族から身元引き受けを拒否された少年・少女も入所する。
- 不登校児童・生徒や高校中退生徒も多く入所する。最終学歴が中卒の少年・少女は76.7％（2009年度）[8]。
- 児童自立支援施設を退園した少年・少女も入所する。

## 問題点
寮費を支払わなければならない
高校生で全日制や定時制高校に通っていない少年・少女は、児童養護施設に入所することが極めて困難となる。よって自動的に自立援助ホーム扱いとなる。彼・彼女らは月三万円程度の家賃（食費込み）を自分が働いて稼いだ収入から、ホームに支払う必要がある。児童養護施設にはこの家賃支払いの必要はない。学校に通っていない少年・少女の方が、なんらかの問題を抱えていることもあるはずである。児童養護施設は全ての経費が公費で賄われる。
20歳になったら退寮しなければならない
仮に19歳と半年で入所したら、半年しか寮には住めない。これは極端な例かもしれないが、いままで虐待されてきた少年・少女は、傷を癒すだけでも相当の日数がかかる。それに加え、仕事を覚え、社会的スキル等を身に着けなければ、一人暮らしをしたときに、容易に社会からはじき出されてしまう。生育歴等からくる個人差はあるだろうが、退所までの期間としては、一年や二年ではなく、最低三年は必要な期間となる。
しかし、現状はホームの数が少なく収容人数に定員などの問題もあり、一年前後での退所が多いとされる。
→2024年4月に改正児童福祉法施行自立が施工され、自立支援の「18歳の壁」が撤廃された。

## 課題
ホーム入所少年・少女のほとんどが中卒であるから、正社員として就労が難しい。この不況でアルバイトを探すのも困難になっている。近所の高校などで高卒認定試験対策授業の導入や大学進学支援（奨学金及び学生寮の確保）等で学力の底上げをする必要がある。入所少年・少女が自分の力で主体的に将来を切り開けるような支援が求められている。

## 就労の安定に向けて
低学歴の入所少年・少女には、手に職を付ける職業訓練が必須である。職業能力開発促進センターを活用したり、基金訓練も受講したりして、企業で使える人材となるように、手厚い教育訓練が求められている。

## 最近の取り組み
いままでの自立援助ホームは、学校に行くより、”就労する少年・少女のための寮”というイメージがあった。しかし、就労の安定には、教育が必要である。そこで最近、自立援助ホームの児童が、自分のしたい職業に就くために、専門学校や大学に通い始めている。ホームもこれを学費の面も含めて、積極的に後押ししている。

## 退所後の支援
退所後の支援いわゆる｢アフターケア｣は、平成21年の法改正で、ホームを退去した場合においても、必要に応じて継続的に相談その他の援助を行うものとするとされた。いままで曖昧だったホーム退所後のアフターケアが明確に位置づけられた。
入所少年・少女を自立の準備が必ずしも万全とは言えないまま、卒寮の時期が来れば社会に送り出さなければならないホームにとって、この「アフターケア」の問題は重要な課題の一つである。重要なことは、｢アフターケア｣の実行や経験を通して、卒園児童の実状をしっかり把握し、そこから得たことを、できるだけ入所児童の養護の中で生かし、彼らの自立がより確かになるよう努めることである。（長谷場夏雄 センター通信21年冬）